# Biribol

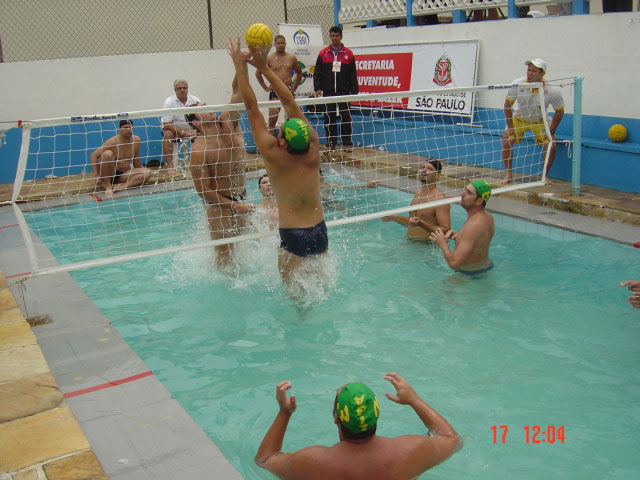

O biribol, conhecido como vôlei de piscina ou ainda voleibol de piscina é um esporte aquático, praticado dentro de uma piscina de fibra ou vinil, muito semelhante ao voleibol.
No Brasil teve origem na cidade de Birigüi, na década de 1960, pelo Prof. Dario Miguel Pedro. 

## História do biribol
A modalidade foi instituída no município de Birigui interior de São Paulo, no ano de 1968, pelo professor e empresário Dario Miguel Pedro. Surgiu como recreação coletiva e como alternativa à prática e aprendizagem da natação, sendo um esporte coletivo de duas equipes de duas ou quatro pessoas. É praticado dentro de uma piscina com 4 m x 8 m x 1,30 (profundidade) com rede (a 2,62 metros de altura para o masculino e 2,40 metros para o feminino), bola específica e postes de sustentação. No biribol, utiliza-se grande parte  dos músculos do corpo, proporcionando um bom condicionamento físico.
O primeiro campeonato que existiu foi a Liga Nacional de Biribol (LNB) com a participação de equipes dos estados de São Paulo e Paraná cuja principal competição era a Copa Brasil de Biribol, em várias etapas. No final de cada etapa é atribuída a pontuação e no final de todas as etapas é conhecido o campeão brasileiro. Além da Copa Brasil de Biribol, desde 2001 foi incluído nos jogos regionais e nos Jogos Abertos do Interior do estado de São Paulo. Um dos fatores que também contribuíram para a popularização do biribol foi sua inclusão nos  jogos da Copa SESC-TV Progresso, realizada a partir de 1999 e disputada por cidades da região Noroeste do Estado de São Paulo. A campeã de cada modalidade (masculino e feminino) ganhava uma piscina instalada e que, obrigatoriamente, devia ser incluída em projetos esportivos para as crianças da rede pública de ensino, como forma de estimular a natação, difundir o esporte e, ao mesmo tempo, proporcionar atividades recreativas.
Atualmente, a Confederação Nacional de Biribol (CNBi) é a entidade que fiscaliza e regulariza a pratica do esporte no Brasil.

## Bola
As bolas de biribol devem ser esférica, vulcanização maciça em borracha, com câmara colada, a prova d’gua, nas cores branca, azul, amarela ou outras cores vivas que permitam a fácil visualização na água. As dimensões oficiais são: circunferência de 56 – 60 cm, peso: 300 - 310g.
As bolas que forem utilizadas numa competição deverão ter todas as mesmas características de circunferência, peso, pressão, modelo, cor, etc.
A bola oficial para a prática do biribol, é produzida pela "CAMBUCI SA" Penalty, única empresa a passar pelo testes de qualidade CNBi, ganhando assim, a chancela da Confederação Nacional de Biribol, entidade essa, reconhecida pelo Governo Federal.